# 남자 400m 달리기 세계 기록 추이
다음은 세계육상경기연맹이 공인한 남자 400m 달리기 세계 기록 추이이다.

## 1900년 – 1976년 기록
- 기록 항목의 ( )의 수자는 전자 계시 기록이다.

| # | 기록                          | 차이    | 선수            | 나라      | 날짜         | 대회명                     | 개최지              | 경기장        | 주석 및 기타 | 동영상 |
|   | 47초 8y                       |         | 맥시 롱         | 미국      | 1900. 09. 29 | 뉴욕 체육 클럽 선수권 대회 | 미국 뉴욕           |               | [ 1 ]        |        |
|   | 48초 2                        |         | 찰스 리드패스   | 미국      | 1912. 07. 13 |                            | 스웨덴 스톡홀름     |               | [ 1 ]        |        |
|   | 47초 4y                       |         | 테드 메데리스   | 미국      | 1916. 05. 27 |                            | 미국 케임브리지     |               | [ 1 ]        |        |
|   | 47초 0                        |         | 맥스웰 롱       | 미국      | 1928. 05. 12 |                            | 미국 팰러앨토       |               | [ 1 ]        |        |
|   | 46초 4y                       |         | 벤 이스트먼     | 미국      | 1932. 03. 26 |                            | 미국 팰러앨토       |               | [ 1 ]        |        |
|   | 46초 2 (46:28)                |         | 윌리엄 카       | 미국      | 1932. 08. 05 | 제10회 하계 올림픽         | 미국 로스앤젤레스   | [ 1 ]         |              |        |
|   | 46초 1                        |         | 아치 윌리엄스   | 미국      | 1936. 6. 19  |                            | 미국 시카고         | [ 1 ]         |              |        |
|   | 46초 0                        |         | 루돌프 하르비크 | 나치 독일 | 1939. 8. 12  |                            | 독일 프랑크푸르트   | [ 1 ]         |              |        |
|   | 46초 0                        |         | 그로버 클레머   | 미국      | 1941. 6. 6   |                            | 미국 필라델피아     | [ 1 ]         |              |        |
|   | 46초 0y                       |         | 허브 매킨리     | 자메이카  | 1948. 6.5    |                            | 미국 버클리         | [ 1 ]         |              |        |
|   | 45초 9(46:00)                 |         | 허브 매킨리     | 자메이카  | 1948. 7. 2   |                            | 미국 밀워키         | [ 1 ]         |              |        |
|   | 45초 8                        |         | 앤드루 스탠필드 | 자메이카  | 1950. 8. 22  |                            | 스웨덴 에스킬스투나 | [ 1 ]         |              |        |
|   | 45초 4 (45,68)                |         | 루 존스         | 미국      | 1955. 3. 18  |                            | 멕시코 멕시코 시    | [ 1 ]         |              |        |
|   | 45초 2                        |         | 루 존스         | 미국      | 1956. 6. 30  |                            | 미국 로스앤젤레스   | [ 1 ]         |              |        |
|   | 44초 9 (45:07) 44초 9 (45:08) |         | 오티스 데이비스 | 미국      | 1960. 9. 6   | 제17회 하계 올림픽         | 이탈리아 로마       | 올림픽 경기장 | [ 1 ]        |        |
|   | 44초 9 (45:07) 44초 9 (45:08) |         | 칼 카프만       | 서독      | 1960. 9. 6   | 제17회 하계 올림픽         | 이탈리아 로마       | 올림픽 경기장 | [ 1 ]        |        |
|   | 44초 9y                       |         | 아돌프 플루머   | 미국      | 1963. 5. 25  |                            | 미국 템페           | [ 1 ]         |              |        |
|   | 44초 9                        |         | 마이클 래러비   | 미국      | 1964. 09. 12 |                            | 미국 로스앤젤레스   | [ 1 ]         |              |        |
|   | 44초 5+                       |         | 토미 스미스     | 미국      | 1967. 05. 20 |                            | 미국 새너제이       | [ 1 ]         |              |        |
|   | 44초 1 (44:19)                |         | 래리 제임스     | 미국      | 1968. 09. 14 |                            | 미국 에코서밋       | [ 1 ]         |              |        |
|   | 43초 8(43:86)                 | - 0.3초 | 리 에번스       | 미국      | 1968. 10. 18 | 제19회 하계 올림픽         | 멕시코 멕시코 시    | [ 1 ]         |              |        |

- + 시는 더 긴 거리 중 해당 거리에 걸린 시간을 나타낸다.
- y 표사는 400야드 달리기 기록이지만, 400m 달리기 기록으로 인정된 것이다.

## 1976년 이후 기록
1975년부터 세계 육상 경기 연맹은 400m 종목까지 전자 자동 계시를 시작했다. 1977년 1월 1일부터 세계육상경기연맹은 1/100초까지 완전한 자동 계시를 요구했다.
리 에번스가 1968년 올림픽에서 금메달을 획득하며 기록한 43초 86이 당시 최고 기록이었다.
| # | 기록    | 차이     | 선수               | 나라              | 날짜         | 대회명                      | 개최지                  | 경기장                    | 주석 및 기타 | 동영상 |
|   | 43초 86 |          | 리 에번스          | 미국              | 1968. 10. 18 | 제19회 하계 올림픽          | 멕시코 멕시코 시        |                           | [ 1 ]        |        |
|   | 43초 29 | - 0.57초 | 부치 레놀드        | 미국              | 1988. 07. 17 | 벨트클라세 취리히           | 스위스 취리히           |                           | [ 1 ]        |        |
|   | 43초 18 | - 0.11초 | 마이클 존슨        | 미국              | 1999. 8. 26  | 제7회 세계 육상 선수권 대회 | 스페인 세비야           | 에스타디오 데 라 카르투하 | [ 1 ]        |        |
|   | 43초 03 | - 0.15초 | 웨이드 판 니케르크 | 남아프리카 공화국 | 2016. 8. 14  | 2016년 하계 올림픽          | 브라질 리우 데 자네이루 |                           |              |        |

## 같이 보기
- 남자 400미터 달리기 대한민국 기록 추이
- 여자 400미터 달리기 대한민국 기록 추이
- 여자 400미터 달리기 세계 기록 추이